# Euidotea stricta
Euidotea stricta là một loài chân đều trong họ Idoteidae. Loài này được Dana miêu tả khoa học năm 1853.